# Adamawa-Ubangi-Sprachen
Die Adamaua-Ubangi-Sprachen bilden eine Untereinheit der Nord-Volta-Kongo-Sprachen, die ihrerseits zur Niger-Kongo-Sprachfamilie gehören. Die etwa 160 Sprachen werden von sieben bis acht Millionen Menschen in einem Bereich gesprochen, der sich von Nordwest-Nigeria über Nord-Kamerun, den Süd-Tschad, die Zentralafrikanische Republik, Nord-Gabun und beide Kongo-Staaten bis in den Südwesten des Südsudan erstreckt.
Die Bezeichnung ist vom Adamaua-Hochland und dem Fluss Ubangi abgeleitet.

## Hauptsprachen
Sango ist eine Kreolsprache auf Basis der Ubangi-Sprache Ngbandi, als Verkehrssprache der Zentralafrikanischen Republik wird sie von bis zu 5 Mio. Sprechern genutzt. Weitere größere Sprachen sind Zande, Ngbaka, Gbaya, Mumuye, Mundang und Tupuri.

## Klassifikation
Adamaua-Ubangi besteht aus zwei getrennten Teilgruppen – Adamaua und Ubangi –, die innerhalb des Nord-Volta-Kongo eine genetische Untereinheit von 160 Sprachen mit etwa acht Mio. Sprechern bilden, davon zwei Mio. Adamaua- und fünf bis sechs Mio. Ubangi-Sprecher. Joseph Greenberg (1949) fasste Adamaua und Ubangi als Erster zu einer genetischen Einheit zusammen (zunächst unter dem Namen Adamaua-Ost) und positionierte sie als eine Untereinheit des Zentralen Niger-Kongo.
Die Aufteilung dieser Einheit in Adamaua und Ubangi lässt sich linguistisch durch einige Unterschiede rechtfertigen: phonologisch durch eine unterschiedliche Silbenstruktur (Adamaua-Sprachen tendieren eher zu geschlossenen Silben, die bei den Ubangi-Sprachen selten sind), lexikalisch durch spezielle für die eine oder andere Gruppe charakteristische Lexeme (Boyd 1989). Allerdings sieht Bennett (1983) eher ein Sprachenkontinuum quer durch beide Untergruppen, was eine klare Trennung zwischen „Adamaua“ und „Ubangi“ problematisch erscheinen lässt, zumal die lexikostatistischen Abweichungen innerhalb beider Gruppen sehr hoch sind.
Die folgende Klassifikation folgt weitgehend Boyd (1989) und Kleinewillinghöfer (1996), sämtliche Einzelsprachen sind aufgeführt. Die Basis der Klassifikation ist der unten angegebene Weblink.

### Adamaua-Sprachen
- Adamaua (89 Sprachen mit 2 Mio. Sprechern)
  - Leko-Nimbari
    - Leko: Samba Leko (50 Tsd.), Mumbake (20 Tsd.), Wom (5 Tsd.), Kolbila (2,5 Tsd.)
    - Duru
      - Dii: Duru (Dii) (50 Tsd.), Duupa (5 Tsd.), Pape (7 Tsd.), Saa (4 Tsd.)
      - Duli †
      - Voko-Doyayo: Kutin (20 Tsd.), Doyayo (20 Tsd.), Gimme (3 Tsd.), Gimnime (3 Tsd.); Vere (Mom Jango) (90 Tsd.), Koma (25 Tsd.); Voko (2.5 Tsd.)
      - Mumuye-Yandang
        - Mumuye: Mumuye (400 Tsd.), Teme (4 Tsd.), Waka (5 Tsd.)
        - Yandang: Yandang (65 Tsd.), Kpasam (15 Tsd.), Kugama (5 Tsd.), Bali (2 Tsd.)

      - Nimbari

  - Mbum-Day
    - Mbum
      - Zentral: Kare (100 Tsd.), Pana (80 Tsd.), Karang (20 Tsd.), Nzambay (30 Tsd.); Kuo (15 Tsd.)
      - Nord: Tupuri (220 Tsd.), Mundang (200 Tsd.), Mambai (2,5 Tsd.); Mono (1 Tsd.), Dama, Ndai (fast †)
      - Süd: Mbum (50 Tsd.)
      - Sonst: Laka (Godogodo) (5 Tsd.), Dek, Pam; To (Ritualsprache)

    - Bua: Bua (8 Tsd.), Fania (Mana), Gula Iro (4 Tsd.), Bon Gula (1 Tsd.), Zan Gula (4 Tsd.), Bolgo (2 Tsd.), Koke (600), Noy (fast †),
Niellim (5 Tsd.), Tunia (2 Tsd.)
    - Kim: Kim ('Masa') (15 Tsd.), Besme (1 Tsd.), Goundo (fast †)
    - Day: Day (50 Tsd.)

  - Waja-Jen
    - Waja-Cham
      - Awak: Awak (6 Tsd.), Kamo (20 Tsd.)
      - Waja-Tula: Waja (60 Tsd.), Tula (30 Tsd.), Bangwinji (6 Tsd.)
      - Cham-Mona: Dijim-Bwilim (Cham-Mwana) (25 Tsd.), Lotsu-Piri (15 Tsd.)
      - Dadija: Dadija (30 Tsd.)

    - Longuda (30 Tsd.)
    - Yungur-Mboi: Yungur (Bena) (100 Tsd.), Lala-Roba (50 Tsd.), Voro; Mboi (20 Tsd.), Libo (Kaan) (10 Tsd.)
    - Jen-Munga: Bambuka (5 Tsd.), Loo (8 Tsd.), Burak (4 Tsd.), Jen (Dza) (6 Tsd.), Leelau (Munga) (5 Tsd.), Gwomo (5 Tsd.), Panyam (Mak), Maghdi (2 Tsd.), Mingang Doso (3 Tsd.), Kapawa (Tha) (1 Tsd.)

  - Kam (Yimwom) (5 Tsd.)
  - Fali (40 Tsd.)
  - Kwa (Baa) (7 Tsd.)
  - Gueve †
  - La'bi (Ritualsprache)
  - Oblo (5 Tsd.)

### Ubangische Sprachen
- Ubangi (89 Sprachen mit 5,5 Mio. Sprechern)
  - Gbaya
    - Zentral: Gbaya-Bossangoa (180 Tsd.), Gbaya-Bozoum (35 Tsd.); Gbanu (100 Tsd.), Bokoto (25 Tsd.)
    - Ost: Ngbaka (1 Mio.), Manza (250 Tsd.), Ali (35 Tsd.), Bofi (25 Tsd.), Bonjo
    - Nordwest: Gbaya (Nordwest-Gbaya) (300 Tsd.)
    - Südwest: Südwest-Gbaya (180 Tsd.), Bangadu (3 Tsd.)
    - Suma (50 Tsd.)

  - Banda-Ngbandi
    - Banda
      - Zentral: Bambari (180 Tsd.), Banda (ieS) (100 Tsd.), Mono (70 Tsd.), Mbres (45 Tsd.), Ndele (35 Tsd.); Mitte-Süd-Banda (100 Tsd.), Gobu (10 Tsd.), Kpagua (4 Tsd.), Ngundu; Togbo-Vara (25 Tsd.); Yangere (25 Tsd.)
      - Süd-Zentral: Ngbugu (Süd-Zentral-Banda) (150 Tsd.), Langbashe (50 Tsd.)
      - West-Zentral-Banda (10 Tsd.)
      - Süd-Banda: Mbanza (200 Tsd.)
      - Südwest: Ngbundu (20 Tsd.)

    - Ngbandi: Ngbandi (200 Tsd.), Yakoma (100 Tsd.), Dendi (10 Tsd.), Gbayi (5 Tsd.);
Sango (Kreolsprache: 350 Tsd. Muttersprachler, mit Zweitsprechern 5 Mio.)
    - Sere-Ngbaka-Mba
      - Sere: Ndogo (20 Tsd.), Sere (2,5 Tsd.), Tagbu, Belanda Viri (20 Tsd.), Bai (3 Tsd.); Feroge (1 Tsd.), Mangayat (400); Indri (700), Togoyo †
      - Ngbaka-Mba
        - Ost: Mayogo (100 Tsd.), Bangba (10 Tsd.), Mundu (25 Tsd.)
        - West: Ngbaka Ma'bo (150 Tsd.), Gilima (12 Tsd.); Gbanziri (15 Tsd.), Buraka (3 Tsd.);
Monzombo (15 Tsd.), Kpala (3 Tsd.), Yango (3 Tsd.); Baka (30 Tsd.), Gundi (10 Tsd.), Ganzi (2 Tsd.), Ngombe (2 Tsd.), Bomassa
        - Mba-Amadi: Mba (20 Tsd.), Dongo (5 Tsd.), Ndunga (3 Tsd.); Amadi (Ma) (5 Tsd.)

  - Zande-Barambu
    - Zande-Nzakara: Zande (1,2 Mio.), Nzakara (50 Tsd.), Kpatili (5 Tsd.), Geme (600)
    - Barambu-Pambia: Barambu (25 Tsd.), Pambia (20 Tsd.)

Einige Pygmäenvölker des äquatorialen Regenwaldes sprechen ebenfalls Ubangi-Sprachen, so die Babinga, Bamassa, Bayaka, Ganzi, Gundi und Mbakka. To und La'bi sind geheime Ritualsprachen für männliche Initiationskulte.

## Sprachliche Charakteristika
Die Adamaua-Sprachen sind bisher schlecht erforscht, die großen Ubangi-Sprachen etwas besser. Das Nominalklassensystem ist reduziert, es werden Klassensuffixe verwendet, Konkordanz ist teilweise vorhanden, in einigen Sprachen sind nur noch Spuren des Klassensystems erhalten. Verbalerweiterungen sind nicht sehr häufig, üblich sind sie für Iterative, Benefaktive und Kausative. Die normale Satzstellung ist SVO, es werden ausschließlich Präpositionen benutzt. Das bestimmte Nomen steht vor seinen Attributen, also vor dem Genitivattribut, Adjektivattribut, Numerale und Demonstrativum, in den Ubangi-Sprachen kann das Adjektiv auch vor seinem Nomen stehen.